# Angliers (Vienne)
Angliers è un comune francese di 673 abitanti situato nel dipartimento della Vienne nella regione della Nuova Aquitania.

## Società

### Evoluzione demografica
Abitanti censiti

## Galleria d'immagini

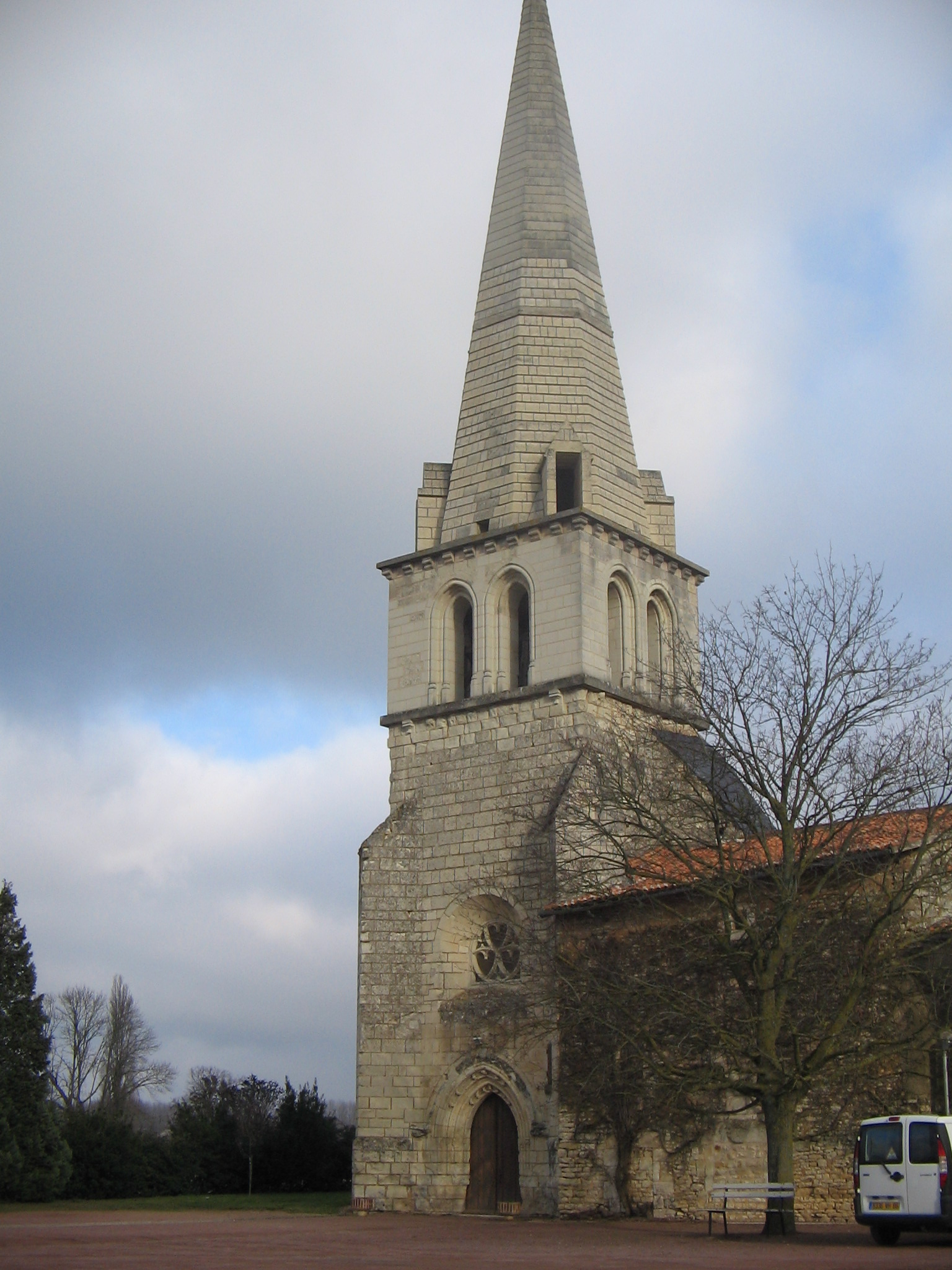
La chiesa di Angliers
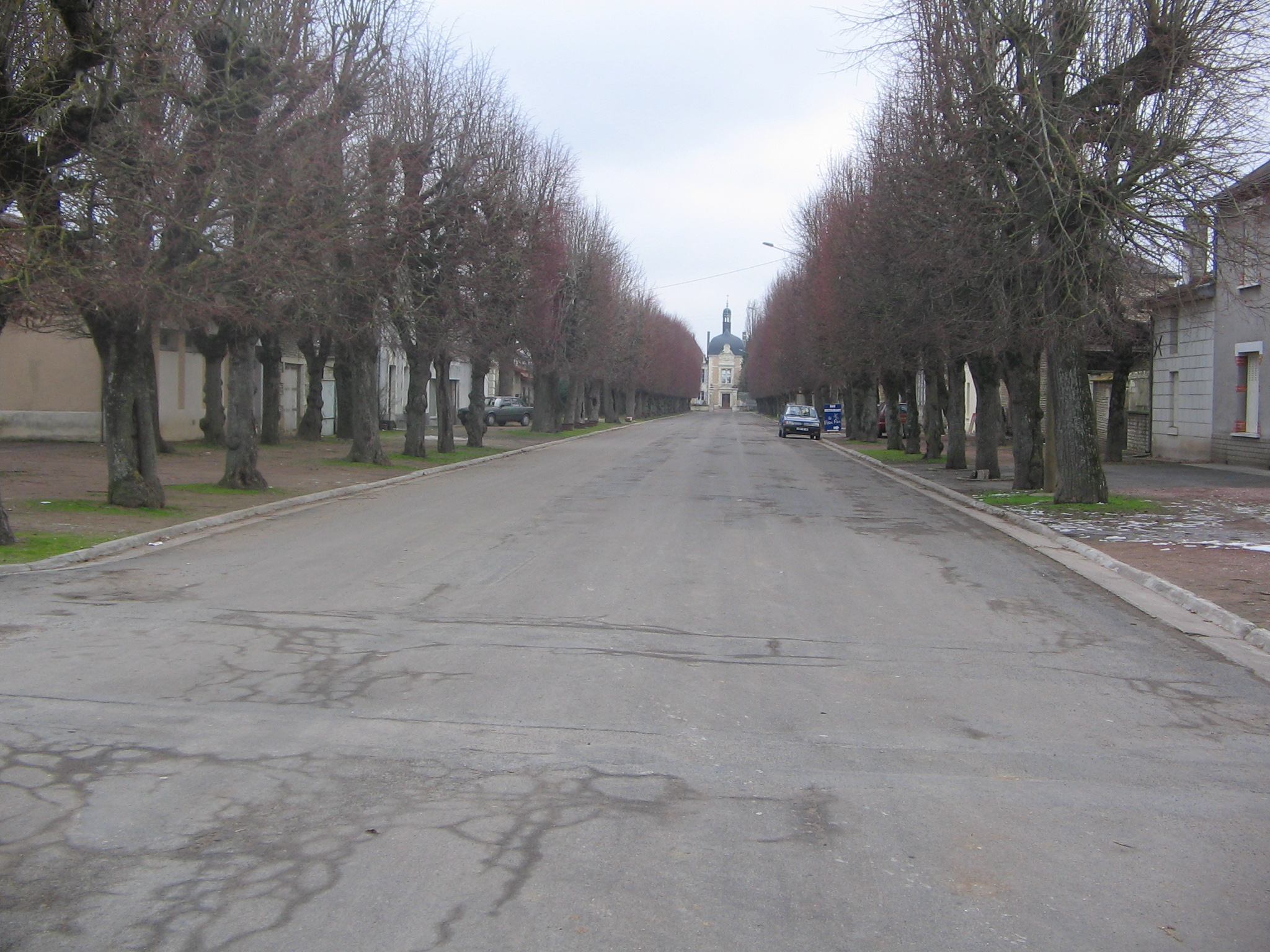
L'Avenue di Angliers, con il municipio sullo sfondo